# Veenwijk
Veenwijk is een landhuis aan de Tjeerd Roslaan in Oudeschoot, gemeente Heerenveen, provincie Friesland. Het werd rond 1763 gebouwd voor Fokke Bienema (1728 - 1773) en zijn vrouw Tetsje Epkes Roos. Bienema was apotheker aan de Lindegracht in Heerenveen en werd rijk als veenbaas. Het gebouw is opgenomen in het rijksmonumentenregister.
Hun zoon Epke Roos van Bienema (1767-1810) en diens vrouw Suzanna Bergsma uit Dantumawoude lieten Veenwijk in 1798 vergroten en verhogen. Achter het gebouw werd een heuvel opgeworpen, het Woutersbergje dat een prachtig uitzicht bood op de omgeving. Verder liet hij tussen 1807 en 1810 in het bos een grafkelder voor de familie bouwen.
Een deel van het interieur is bewaard gebleven: een diorama en muurdecoraties (eentje met jachtattributen en een met tekens van de Vrijmetselarij er op). Van de buitenzijde van dit gebouw zijn geen afbeeldingen.

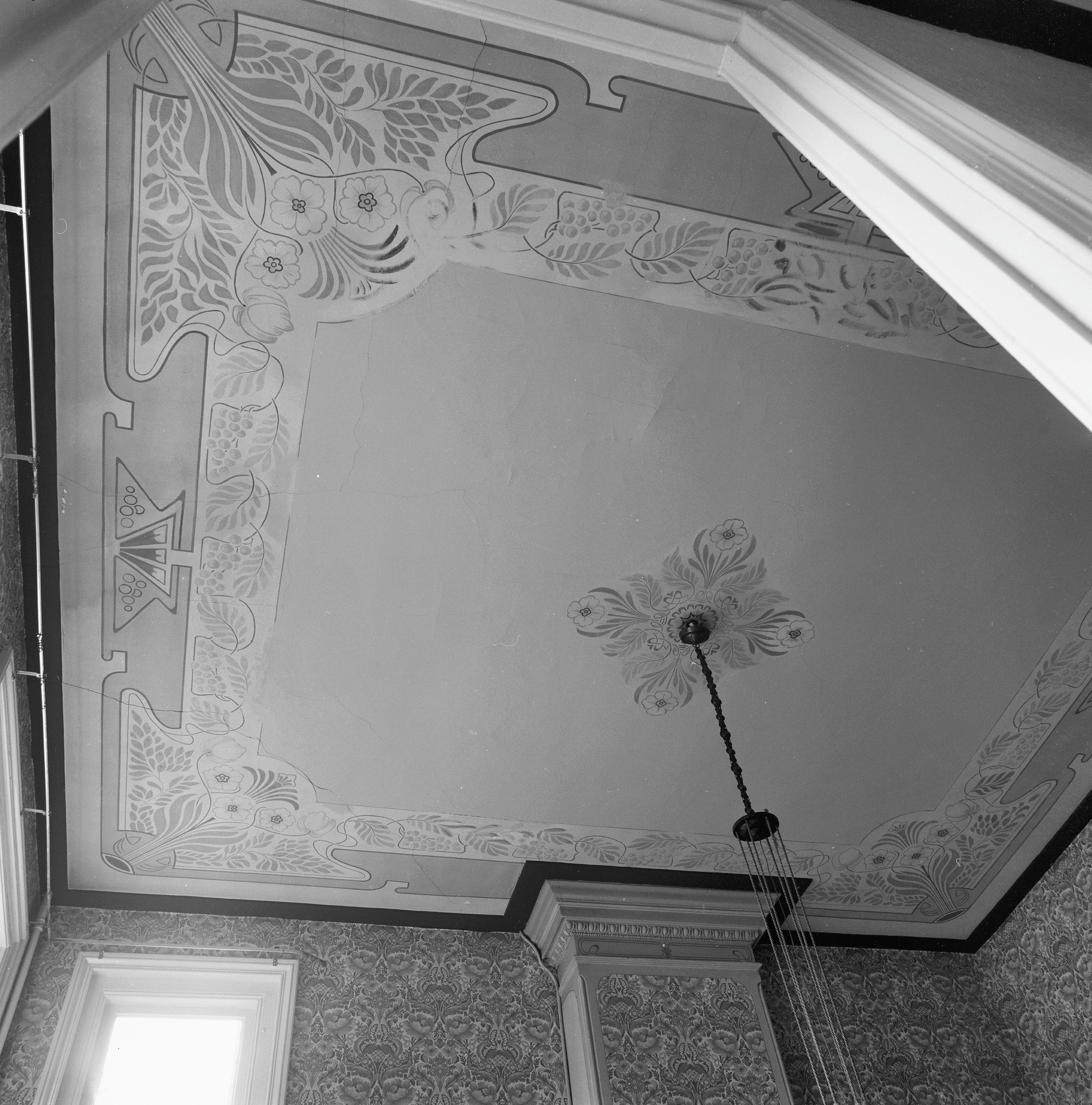
Plafondschildering

Door vererving kwam het huis in eigendom van Tjalling Menno Watse baron van Asbeck (1795 - 1855) die het rond 1847 publiek verkocht aan Jan Berends Wouters (1795 - 1873). Zijn dochter Julia Anna Margaretha (1829-1892) liet een nieuw Veenwijk bouwen. Haar vader had bij testament bepaald dat indien er geen nazaten zouden zijn, het gebouw tot fabriek mocht worden gemaakt om daar de armen van Oudeschoot te werk te stellen. Doordat Julia er in ging wonen verviel deze bepaling. Zij liet op haar beurt vastleggen dat na haar dood alle kapitaal aangewend diende te worden voor "ongehuwde behoeftige dames uit den fatsoenlijken en beschaafde stand".
De stichting die de erfenis beheerde liet het huis in 1901 afbreken om op de fundamenten het huidige Veenwijk te bouwen. Het gebouw werd in jugendstil opgetrokken in baksteen met sier- en kordonbanden. In 1902 werden de eerste bewoonsters opgenomen. De later aangebouwde westelijke vleugel dateert van 1927.